# Coracle

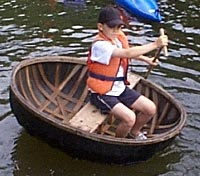
Korakl

Korakl (angl. coracle) je malý lehký člun tradičně používaný ve Walesu, ale také v některých částech západní a jihozápadní Anglie, v Irsku (zejména na řece Boyne) a také ve Skotsku (v malé míře na řece Spey).
Jde o lehkou loďku s proutěnou kostrou potaženou hovězí kůží. Její výhodou je rychlá a snadná výroba, stabilita i na divoké vodě a značná nosnost.
Výraz pochází z velšského slova cwrwgl a je příbuzný se slovem currach ze skotské gaelštiny. První záznamy o použití tohoto slova v angličtině pocházejí z doby před 16. stoletím.
Irský curach (též currach či curragh) je stejný, jen o něco větší typ plavidla, které se dodnes používá.
Podobné loďky existují také v Indii, Vietnamu, Iráku a Tibetu.
- Indie – parisa
- Irák – kufar či quffa
- Tibet – ku-dru nebo kowas
- Vietnam – thuyền thúng

Také severoameričtí indiáni používali podobná plavidla zvaná býčí či bizoní čluny.